# Las cruzadas vistas por los árabes
Las cruzadas vistas por los árabes, en francés en el original Les croisades vues par les Arabes, es el título de una obra del escritor libanés Amin Maalouf publicada en 1983.

## Libro
El libro es un ensayo histórico sobre las Cruzadas, y cuyo punto de vista es el de las fuentes árabes.

## Comentario
Maalouf contrasta con el punto de vista cristiano para dejar claro algún hecho, como el canibalismo de los cruzados en Maarat. En el epílogo esboza las razones de por qué el mundo musulmán, a pesar de ser el vencedor en las Cruzadas, pierde, sin embargo, a partir de entonces la dinámica histórica en favor del occidente cristiano. Las razones que aporta el autor son las siguientes:
1. Los árabes padecían por la comida ya que no tenían para abastecer a todos sus guerreros, desde antes de las Cruzadas, determinadas taras que la presencia franca quizá agravó, pero que no creó de la nada. El pueblo del Profeta había perdido, desde el siglo IX, el control de su destino: la mayor parte de los gobernantes no eran árabes; tampoco los guerreros lo eran ya.
2. La incapacidad de crear instituciones estables: toda monarquía estaba amenazada con la muerte del monarca, y toda transmisión de poder provocaba la guerra civil. Además, no existía límite alguno para el poder arbitrario del príncipe.
3. Durante todas las Cruzadas, los árabes se negaron a abrirse a las ideas de los occidentales, mientras que los occidentales siempre se han beneficiado de los adelantos de la civilización musulmana: transmisión de la herencia griega, conocimientos científicos, industria, agricultura.
4. Con las Cruzadas, el mundo musulmán se encerró en sí mismo, asediado por doquier. Se volvió friolero, defensivo, intolerante y estéril. A partir de entonces el progreso, el modernismo, será algo ajeno, y en los estados musulmanes se han dado fases de occidentalización forzada y fases de integrismo a ultranza fuertemente xenófobo.

La reflexión final del autor es que, "más allá del hecho individual, está claro que el Oriente árabe sigue viendo en Occidente al enemigo natural. Cualquier acto hostil contra él, sea político, militar o relacionado con el petróleo, no es más que una legítima revancha; y no cabe duda que la quiebra entre estos dos mundos viene de la época de las Cruzadas, que aún hoy los árabes consideran una violación".